# 小行星9044
小行星9044（英語：9044 Kaoru）是一颗围绕太阳公转的小行星。1991年5月18日，大友哲、村松修在藤枝市发现了此天体。
这颗小行星的绝对星等为133.21540等。